# Aroue-Ithorots-Olhaïby

Aroue-Ithorots-Olhaïby este o comună în departamentul Pyrénées-Atlantiques din sud-vestul Franței. În 2009 avea o populație de 245 de locuitori.

## Evoluția populației
| An        | 1975 | 1982 | 1990 | 1999 | 2006 | 2009 |
| --------- | ---- | ---- | ---- | ---- | ---- | ---- |
| Populație | 286  | 249  | 254  | 230  | 260  | 245  |